# Joryma engraulidis
Joryma engraulidis är en kräftdjursart som först beskrevs av Barnard1936.  Joryma engraulidis ingår i släktet Joryma och familjen Cymothoidae. Inga underarter finns listade i Catalogue of Life.